# Liste antiker Ortsnamen und geographischer Bezeichnungen/Ub
| Lateinischer Name | Griechischer Name | Beschreibung | Heute | Quellen und Verweise | Lage |
| ----------------- | ----------------- | ------------ | ----- | -------------------- | ---- |
| Uberae            |                   |              |       | Smith;               |      |
| Ubii              |                   |              |       | Smith;               |      |
| Ubiorum Ara       |                   |              |       | Smith;               |      |
| Ubisci            |                   |              |       | Smith;               |      |